# 周煌
周煌（1714年—1785年），字景垣、又字緒楚、號海山，四川省重慶府涪州（今重慶市涪陵區）人，為清朝進士、政治人物。累任翰林院編修、內閣學士、工部尚書，官至兵部尚書、左都御史，得太子太傅。諡號文恭。

## 出身及經歷

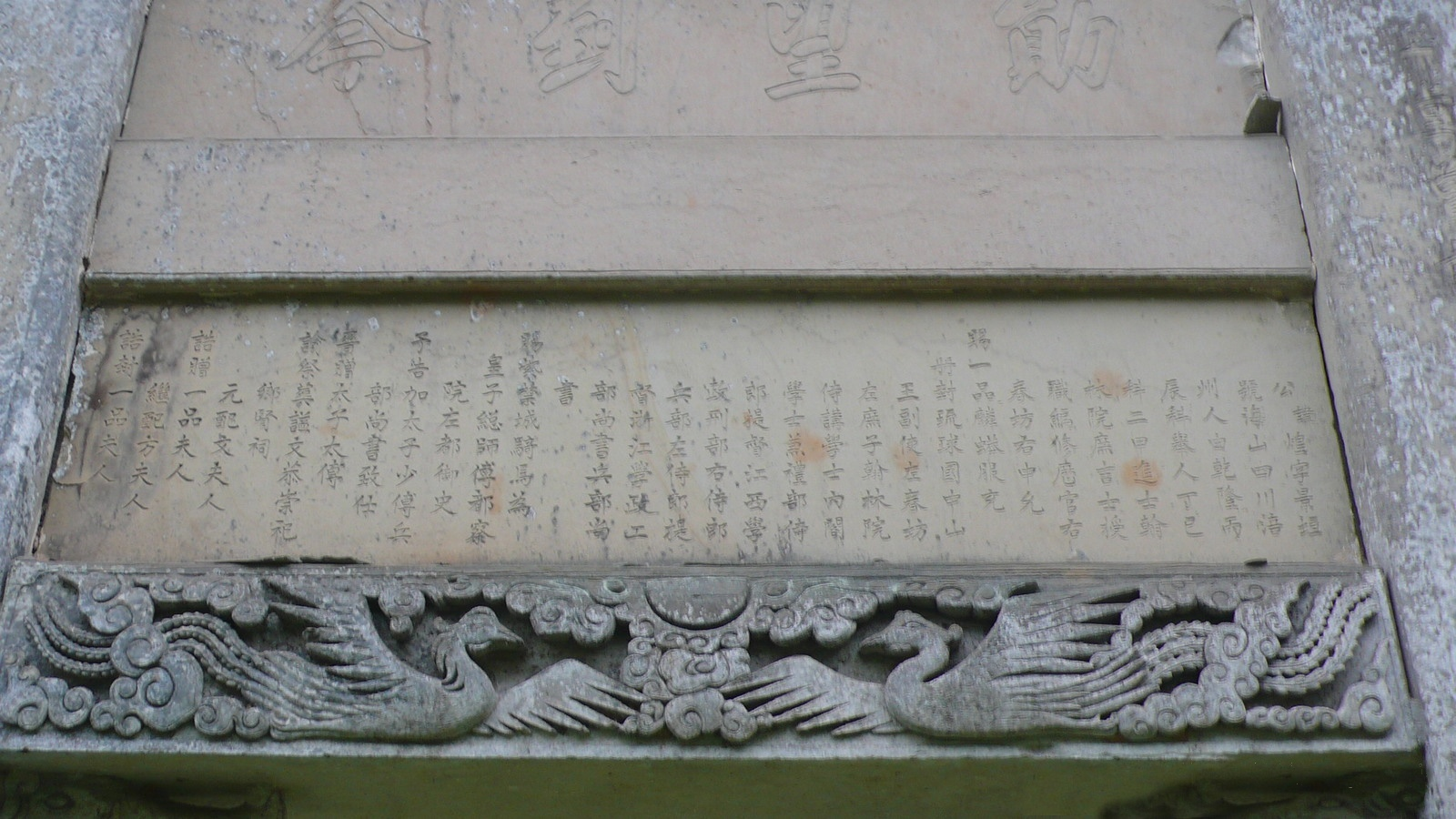
周煌墓前牌坊銘文

乾隆元年丙辰科舉人，乾隆二年（1737年），周煌登恩科進士，得第二甲四十六名。同年補庶吉士，後散館授翰林院編修。六年（1741年），任山東鄉試副考官。七年（1742年），任會試同考官。九年（1744年），任順天鄉試同考官。十二年（1747年），任雲南鄉試正考官。十九年（1754年），任雲南按察使司副使。二十年（1755年），遷右春坊右中允。二十一年（1756年），任翰林院侍講。同年乾隆帝封周為琉球冊封使副使，冊封尚穆為中山王。二十三年（1758年），選大考三等，遷左春坊左庶子，仍在上書房行走。二十四年（1759年），升侍講學士。二十五年（1760年），任福建鄉試正考官。二十六年（1761年），擢內閣學士兼禮部侍郎，提督江西學政。三十一年（1766年），官刑部右侍郎，兼充殿試讀卷官。三十二年（1767年），官兵部右侍郎。三十三年（1768年），升兵部左侍郎兼浙江學政。三十七年（1772年），充知武舉，再任殿試讀卷官。四十年（1775年），再充知武舉。四十三年（1778年），三充知武舉。四十四年（1779年），入四庫全書館總閱，兼工部尚書。四十五年（1780年），會試副考官兼兵部尚書。四十七年（1782年），任上書房總師傅（皇子總師傅）。四十九年（1784年），任都察院左都御史。五十年（1785年），以病乞休，五十年，以病乞休，乾隆命御前大臣协办大学士尚书和珅传谕：令”即回原籍，好好调理“。授兵部尚書加太子少傅致仕，卒贈太子太傅，諡文恭。

## 著述
周煌著有《琉球國志略》十六卷、《海山詩稿》以及與顧嗣立同編《詩林韶濩選》二十卷。

### 《琉球國志略》

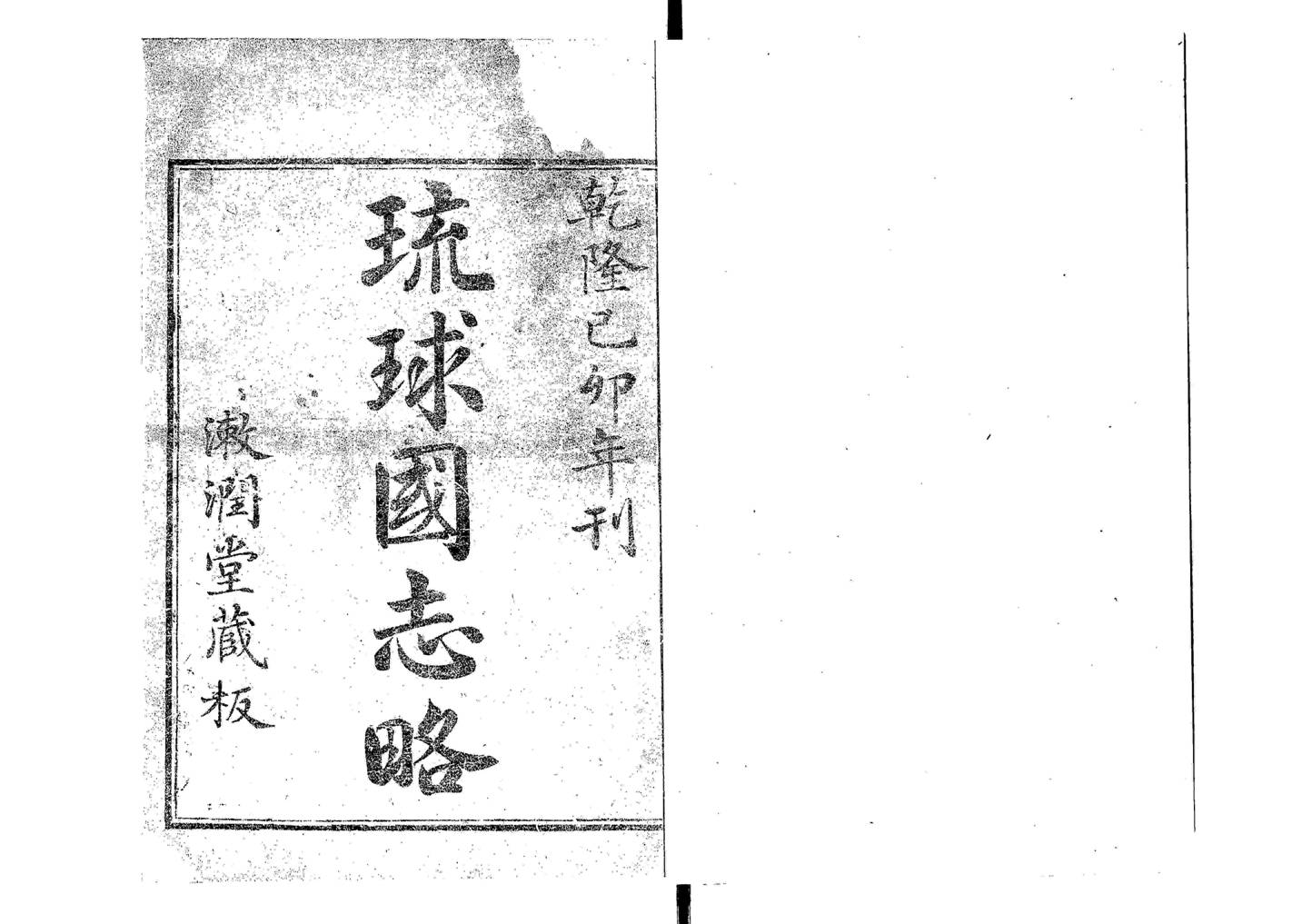
《琉球國志略》書名扉頁

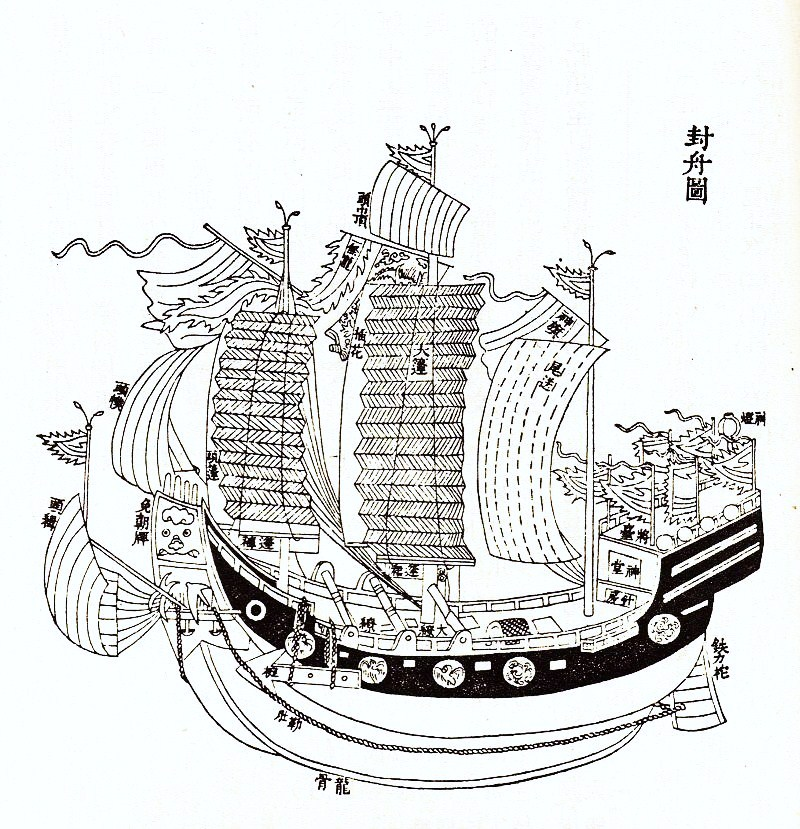
《琉球國志略》中的《封舟圖》

乾隆二十一年（1755年），乾隆帝派遣翰林院侍讀全魁、編修周煌為正副冊封使至琉球國，冊封尚穆為中山王。周煌後著有有關琉球的重要史料《琉球國志略》，具備琉球星野、地理、歷史、刑法、人文風俗等重要資料。周煌遠赴琉球國後，細心觀察當地掌故及風土民情，並著手紀錄，回國後又參引大量史籍，當中包括《明史》、《大清一統志》、《中山傳信錄》、《寰宇記》等，又認真整理編輯，手寫成書後呈乾隆帝御覽，以便把握琉球國的歷史、地理、風俗、人情、藝文、經貿等各方面的情況，確定對琉球國相應的國策。《琉球國志略》為清廷了解琉球國各方面起了重大作用，至今仍為一研究琉球文化的重要史料。

《琉球國志略》正文各卷篇目如下：
- 卷一：〈星野〉
- 卷二：〈國統〉
- 卷三：〈封貢〉
- 卷四上：〈輿地〉；下分五目：
  - 〈建置〉
  - 〈疆域〉
  - 〈形勝〉
  - 〈城池〉
  - 〈炮臺府〉
- 卷四下：〈風俗〉；下分七目：
  - 〈形質〉
  - 〈氣候〉
  - 〈習尚〉
  - 〈儀節〉
  - 〈節令〉
  - 〈服飾〉
  - 附〈舍宇〉
- 卷五：〈山川〉；下分五大目：
  - 〈國中山〉
  - 〈屬島山〉
  - 〈海〉，再分三小目：
    - 〈潮候〉
    - 〈風信〉
    - 〈針路〉

  - 〈水泉〉
  - 〈橋樑〉
- 卷六：〈府署〉；下分三大目：
  - 〈王府〉，再附一小目：
    - 〈世子府〉

  - 〈使館〉
  - 〈學校〉
- 卷七：〈祠廟〉；下附一目：
  - 〈寺院〉
- 卷八：〈勝蹟〉
- 卷九：〈爵秩〉
- 卷十：〈賦役〉
- 卷十一：〈典禮〉
- 卷十二：〈兵刑〉
- 卷十三：〈人物〉；下分七目：
  - 〈賢王〉
  - 〈忠節〉
  - 〈忠義〉
  - 〈孝義〉
  - 〈列女〉
  - 〈文苑〉
  - 〈方外〉
- 卷十四：〈物產〉
- 卷十五：〈藝文〉
- 卷十六：〈志餘〉

## 事迹
周等人於前往冊封途中，突然颶風大作。冊使所坐之船，碇索頓斷，船身擱淺。另隨封兵役到達琉球後，又勒賞滋事，但全魁、周煌等冊使人員冊封畢後歸來福建，均未上報事件。後來經徹查，最後審出了兵役等在琉球的其餘不法情事，乾隆帝亦多次就此案下達諭旨。傳諭喀爾吉善後來拘禁處分全數與案有關兵役人員，事件才告一段落。
乾隆五十年（1785年）正月，周煌因病致仕。相傳乾隆帝念其功勛卓著，下令用半副鑾駕和宮廷禮樂送其還鄉。這些御用禮樂被涪陵人尊稱為御鑼，自此以後御鑼在涪陵流行，如今涪陵御鑼已成為重慶市非物質文化遺產。

## 家族
根据《涪陵周氏家谱》等史料整理如下。祖上为北宋理学家周敦颐，先世曾居湖北，后由麻城迁入四川。
- 祖父母：周俨，康熙二十九年举人，是周敦颐第十七世孙；祖母是贵州都匀府知府徐文辉之女,《平定三逆方略》记载徐文辉为耿精忠属下，三藩叛乱中被处死。周俨和徐氏生子四，長子周珣，次子周琬，三子周珙，四子周璇。生女五，姓名生平未祥。
- 父母：周珙，康熙五十年举人，先后为湖北通城、江陵、巴东、天门县知县，母杜氏， 其父京兆杜同春，原江南拔贡，松江府上海人，康熙初任重庆黔江知县，遂居于重庆涪陵附近，将其女杜若淳嫁给周珙。周珙继妻任氏。
- 兄弟：胞兄周铣，乾隆三年举人，甘肃伏羌、敦煌知县，弟周钵。
- 妻妾：正妻乃同邑康熙十二年进士文景藩之孙女，处士文偲之女；继妻北京大兴方氏,其父方宏度，康熙进士，直隶大名府教授。祖父方辰亦康熙进士，授检讨。曾祖方国栋官江南苏松常道、刑部郎中。高祖方士淳由郎中任江西饶州知府，为明大学士内阁首辅方从哲从子。 此大兴方氏为望族，方宏度曾孙方履籛官福建永定、閩縣知縣，是清代金石學家、藏書家。周煌妾数人有王氏、顾氏。
- 子：进士周宗岐曾任翰林院编修、进士周兴岱官左都御史(娶父周煌同科进士杜鹤翔亦杜鹤翱之女，康熙五十二年进士宜昌知府杜薰之孙女）、周興嶧官至浙江建德、萧山知县、周興岷任湖南湘乡知县、澧州知州、周興嶽官至直隶正定知府、周宗崋官至山东曹州府桃源同知、周宗峹监生娶巡抚宫兆麟之女。
- 女：嫁乾隆四十六年进士李元模，其父乾隆十六年进士李拔曾官福宁、福州、长沙知府和湖北荆宜施道。李元模两子李锦源、李宗濂皆中进士，有“一门四进士”美誉。李元模之女嫁宫兆麟之孙。
- 孙子：数人，其中周廷授原娶荆门知州刘宗元女、后娶江蘇赵怀玉女。趙懷玉工於詩，与孙星衍、洪亮吉、黄景仁齐名，时称“孙、洪、黄、赵”。周廷授子周克惠娶山西巡抚刑部侍郎邱树棠之女。周廷挚娶浙江海宁陈氏望族、周廷拯娶江苏长洲（今属苏州）龚氏。
- 孙女：周兴岱长女是蜀中第一大诗人张问陶原配；周兴岱次女嫁福康安家仆四川布政使林儁子林蕃。林儁，原江苏长洲人，北京大兴籍，张问陶原配周煌孙女（即周兴岱之女）不幸去世后，张问陶娶了林儁女儿林颀为继妻，所以林儁和周兴岱是亲上加亲；周兴岱三女嫁重庆垫江籍进士程伯鑾，未嫁卒；四女嫁福建巡抚王恕孙、即安徽巡抚王汝璧侄王汝嘉子王賡；两孙女（即周興嶧、周興嶽之女）嫁周煌女儿和进士李元模子李宗濂、李宗源（其女嫁宫兆麟之孙，其弟李宗洵娶宫兆麟孙女），见《李元模墓志》。
- 曾孙女：周煌子周宗崋孙女周氏妻貴州巡撫林肇元，生林世燾（號次煌），北洋政府参议员，為张之洞侄婿。
- 曾孙：周兴岱之孙周克家娶北京宛平人上书房总师傅左都御史李绶的孙子知州李炘之女。
- 座师：张廷玉、富察福敏等。
- 学生：周煌曾为上书房总师傅，从周煌《海山存稿》得知他和如下皇子有交集:淑嘉皇贵妃金佳氏诸子如皇四子永珹、皇八子永璇、皇十一子永瑆；那拉皇后儿子皇十二子永璂，皆在《海山存稿》中有提及。其中，周煌尤其和学生皇十一子永瑆交往密切。皇十一子永瑆的母亲淑嘉皇貴妃金佳氏的哥哥金辉曾和周煌共事工部、兵部。永瑆称周煌为海山师傅（永瑆著作《诒晋斋集》里有《送海山师傅入蜀》题诗） ，两人有书画交流现存于世。周煌满汉学生众多，有名者如法式善。

## 建築

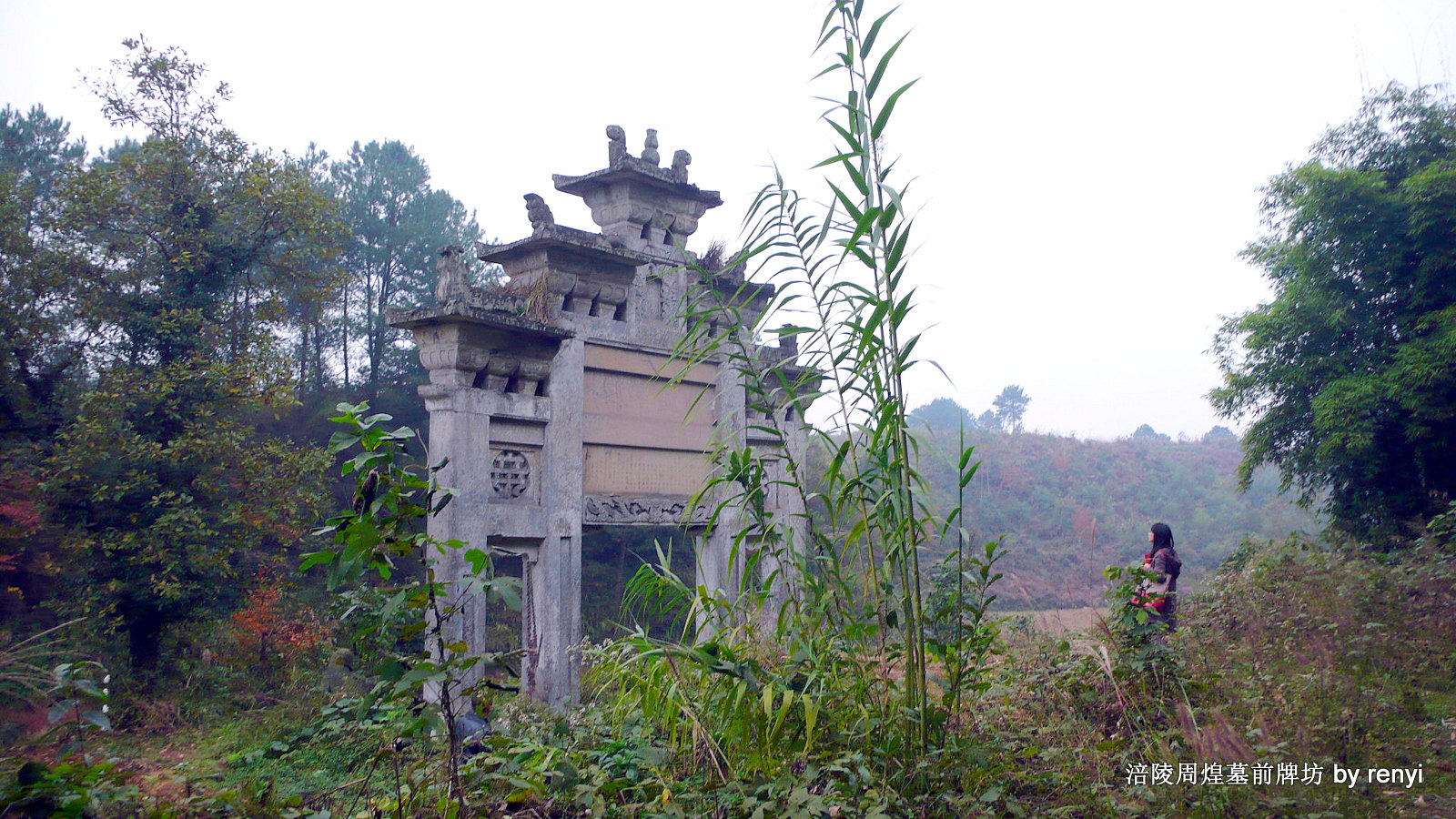
周煌墓前牌坊

周煌於乾隆年間曾於家鄉涪陵命立一翰林石牌坊，惜生前不得目睹牌坊建成。石牌坊於乾隆五十七年（1792年）始建，位於涪陵市明家鄉雙石村西1.5公里處。建成後，石牌坊高8.6米，寬7.2米，乃一三間四柱五樓石質仿木結構。石牌坊正樓豎匾上有書「聖恩」二字，為周煌親題。匾額附獨角獬豸、神獸、雲紋浮雕。樓脊附鴟魚像。邊樓匾飾雕有「壽」字。正中柱大額枋上鐫有「乾隆五十七年八月二十五日寅時建立」題記。正中柱小額枋淺上又有「二龍戲珠」之浮雕，背面有「鳳凰朝陽」圖案。坊心並刻有周煌政績及生平功德。牌坊現已作為紀念周煌功蹟之用。墓志由大學士彭元瑞撰。

## 外部連結
- 周煌 （页面存档备份，存于），中研院史語所

| 官衔          | 官衔                                         | 官衔          |
| ------------- | -------------------------------------------- | ------------- |
| 前任： 徐葆光 | 乾隆朝琉球冊封使副使 1754年 - 1756年         | 繼任： 李鼎元 |
| 前任： 嵇璜   | 工部漢尚書 1780年1月25日 - 1780年9月30日     | 繼任： 周元理 |
| 前任： 蔡新   | 兵部漢尚書 1780年9月30日 - 1784年3月22日     | 繼任： 王     |
| 前任： 朱椿   | 都察院左都御史 1784年3月22日 - 1785年2月15日 | 繼任： 紀昀   |